# 笑顔をあつめて
「笑顔をあつめて」（えがおをあつめて）は横山だいすけの楽曲。2018年5月23日にSME Recordsから発売された。喜介が作詞、渡辺拓也が作曲した。

## 概要
キッズ盤、スマイル盤の2形態で発売。2018年4月14日・15日の2日間にわたり行われたライブ「Family Live」で初披露、同年5月11日には、表題曲「笑顔をあつめて」が先行配信された。初回仕様限定盤には、リリースイベント参加券・バースデーイベント参加応募告知チラシが封入される。
本曲で横山だいすけは本格的にメジャーデビューし、横山を知らない人にもアピールできる全世代に向けた楽曲に仕上がった。
メジャーデビューに関して、横山は以下のように語っている。
| 「                                                                                                 | 実感があまりないというのが正直なところ。歌が好きで、子供が好きで、歌のお兄さんを目指しました。歌うことが喜びであり、幸せ。より多くの人に届けられたら | 」 |
| —横山だいすけ（横山だいすけ、子供のために“変顔”に挑戦 メジャーデビューシングルのジャケットでより） | |    |

スタッフと話し合いを重ね、楽曲には「いつも笑顔でいたいと思う気持ちと、みんなが元気になってくれたらという気持ち」を込めた。曲調は壮大なミディアムバラードであり、伸びやかな歌声が印象的で、そっと背中を押され、新しい一歩を踏み出したくなるようなナンバーに仕上がった。
横山は曲中の注目して欲しい部分について、以下のように語っている。
| 「                                                                                         | サビの部分の歌詞が、自分自身に対してのエールになってるんですけど、それを自分以外の誰かが聞いても、同じように共感してもらえるものになればいいなと思います。この部分って、自分でも今までにない音域を使っているので、歌のお兄さんとしての僕を知っている人にとっても新鮮だと思います。自分でも新鮮だし、かなり刺激的です。 | 」 |
| —横山だいすけ（横山だいすけ、卒業は“冒険家”としての本能 「経験は全て歌に返ってくる」より） | |    |

## ミュージック・ビデオ
笑顔をあつめて
2018年5月11日にYouTubeで変顔バージョンを公開した。
テーマは「世界に溢れる変顔を集めて」。HENGAOと書かれた枠の中に入るとなぜか、老若男女誰しもが変顔になってしまい、横山も枠に入ると変顔になってしまうといったストーリー。数々の変顔で子供たちを笑顔にしてきた“変顔のスペシャリスト”横山と、たくさんの変顔の人たちが集まる映像群となっている。変顔をあつめていると、いつの間にか見ている側が笑顔になっているという、優しさあふれる映像に仕上がった。

## メディアでの使用
チクタクシンキング
NHK Eテレ『すイエんサー』2018年度エンディングテーマ。

## シングル収録トラック
キッズ盤・スマイル盤の収録曲は同一。
| #         | タイトル                          | 作詞      | 作曲      | 編曲      | 時間  |
| --------- | --------------------------------- | --------- | --------- | --------- | ----- |
| 1.        | 「笑顔をあつめて」                | 喜介      | 渡辺拓也  | 渡辺拓也  | 4:50  |
| 2.        | 「チクタクシンキング」            | 喜介      | 岡澤知輝  | 渡辺拓也  | 4:29  |
| 3.        | 「君と君と僕と」                  | Saku      | Saku      | Saku      | 5:12  |
| 4.        | 「笑顔をあつめて –Instrumental-」 |           | 渡辺拓也  | 渡辺拓也  | 4:49  |
| 合計時間: | 合計時間:                         | 合計時間: | 合計時間: | 合計時間: | 19:20 |

| #         | タイトル                          | 作詞      | 作曲      | 編曲      | 時間  |
| --------- | --------------------------------- | --------- | --------- | --------- | ----- |
| 1.        | 「笑顔をあつめて」                | 喜介      | 渡辺拓也  | 渡辺拓也  | 4:50  |
| 2.        | 「チクタクシンキング」            | 喜介      | 岡澤知輝  | 渡辺拓也  | 4:29  |
| 3.        | 「君と君と僕と」                  | Saku      | Saku      | Saku      | 5:12  |
| 4.        | 「笑顔をあつめて –Instrumental-」 |           | 渡辺拓也  | 渡辺拓也  | 4:49  |
| 合計時間: | 合計時間:                         | 合計時間: | 合計時間: | 合計時間: | 19:20 |